# Cyprus Mail

Cyprus Mail är en dagstidning på Cypern som ges ut dagligen förutom på måndagar. Tidningen är på engelska. Tidningen finns med på ett hörn i Bondfilmen Världen räcker inte till.